# Cantallops
Cantallops là một đô thị trong comarca Alt Empordà, Girona, Catalonia, Tây Bna Nha.

## Biến động dân số
| 1900 | 1930 | 1950 | 1970 | 1986 | 2007 |
| ---- | ---- | ---- | ---- | ---- | ---- |
| 731  | 571  | 461  | 414  | 259  | 295  |